# Paarmenge
Als Paarmenge, Zweiermenge, ungeordnetes Paar (zur Abgrenzung gegen ein geordnetes Paar) oder einfach nur Paar bezeichnet man in der Mengenlehre die durch {\displaystyle \{a,b\}} symbolisierte Menge, die genau die Objekte {\displaystyle a} und {\displaystyle b} als Elemente enthält. Es gilt also:
{\displaystyle z\in \{a,b\}\;\iff \;z=a\lor z=b}.
In der älteren, naiven Mengenlehre, die noch nicht axiomatisiert war, war die Existenz einer durch extensionale Aufzählung beschriebenen Menge intuitiv gerechtfertigt. In axiomatischen Mengenlehren wird seit der Zermelo-Mengenlehre von 1907 dagegen die Existenz von Paarmengen durch ein Paarmengenaxiom gefordert. Dieses Axiom wurde in alle wichtigen Mengenlehren übernommen, beispielsweise in die Zermelo-Fraenkel-Mengenlehre ZF oder die Neumann-Bernays-Gödel-Mengenlehre NBG. Dieses Paarmengenaxiom lautet in verbaler Präzisierung: Für alle A und B gibt es eine Menge C, die genau A und B als Elemente hat. In prädikatenlogischer Präzisierung lautet es:
{\displaystyle \forall A\colon \forall B\colon \exists C\colon \forall D\colon (D\in C\iff (D=A\lor D=B))}
Das Paarmengenaxiom ist in ZF und NBG allerdings ein redundantes Axiom, denn dort kann es aus den anderen Axiomen folgendermaßen abgeleitet werden: Man nimmt die leere Menge per Leermengenaxiom, bildet zweimal die Potenzmenge per Potenzmengenaxiom und erhält so die spezielle Paarmenge {\displaystyle \{\emptyset ,\{\emptyset \}\}}, deren Elemente per Ersetzungsaxiom durch beliebige andere Elemente ersetzt werden können. In der älteren Zermelo-Mengenlehre ohne Fraenkels Ersetzungsaxiom von 1921 war diese Ableitung noch unmöglich.
Die im Paarmengenaxiom geforderte Menge ist aufgrund des Extensionalitätsaxioms eindeutig und wird in der oben angegebenen Form notiert. Über die Art der Elemente sagt das Paarmengenaxiom nichts aus. Die Objekte können variieren, je nach der gewählten Mengenlehre. Im Rahmen von ZF und NBG, die beide eine reine Mengenlehre darstellen, sind es ausschließlich Mengen, in einer Mengenlehre mit Urelementen können es auch solche sein, etwa in ZFU.
Ein zusätzliches Axiom für die einelementige Menge oder Einermenge ist nicht erforderlich. Denn die Menge {\displaystyle \{a,b\}} muss nicht unbedingt zwei verschiedene Elemente enthalten. Im Fall {\displaystyle a=b} liegt nur eine einelementige Menge vor, da Elemente in Mengen nicht doppelt gezählt werden. Ebenso ist auch kein Axiom für größere durch Aufzählung gewonnene Mengen nötig, denn man gewinnt größere endliche Mengen sukzessive über das Vereinigungsaxiom. Alle diese Mengen mit extensionaler Aufzählung der Elemente werden also definiert:
{\displaystyle \{a\}:=\{a,a\}},
{\displaystyle \{a,b,c\}:=\{a,b\}\cup \{c\}},
{\displaystyle \{a,b,c,d\}:=\{a,b,c\}\cup \{d\}}
und so weiter.

## Andere Bedeutung
Manchmal wird der Begriff „Paarmenge“ auch im Sinn einer Menge von Paaren auch für das kartesische Produkt zweier Mengen verwendet.